# Kontaktgift
Ein Kontaktgift ist ein Gift, das über die Haut, also dermal aufgenommen werden kann.

## Kontaktgifte in der Technik
Zu den bekanntesten Kontaktgiften gehören die Pflanzenschutzmittel DDT und E605. Es handelt sich hierbei um mittlerweile verbotene Pflanzenschutzmittel. Auch die Fluorwasserstoffsäure (oder Flusssäure) gehört zu den Kontaktgiften. 
Einige chemische Nervenkampfstoffe wirken ebenfalls als Kontaktgifte. Die Nervenkampfstoffe Sarin, Soman und Tabun sind chemisch sehr eng mit dem Kontaktgift Parathion (E605) verwandt und zählen wie das seit 2001 in den USA für den Hausgebrauch verbotene Chlorpyrifos zu den (Thio)Phosphorsäureestern.

## Kontaktgifte in der Biologie
Zu den pflanzlichen Stoffen, die über die Haut wirken, zählt das Gift des Eisenhut. 
In der Tierwelt sind die Amphibiengifte ein verbreitetes Kontaktgift.